# 巢湖专区
巢湖专区，中华人民共和国安徽省已撤销的专区，在今安徽省中南部。
1949年置，属皖北行署区，专员公署驻巢县（今巢湖市）。辖三河市及巢县、无为、含山、和县、庐江、肥东6县。1950年，原由皖北行署直辖的肥西县划入；撤销三河市，并入肥西县。1952年，巢湖专区改属安徽省；同年，撤销巢湖专区，将巢县、含山、和县、无为、庐江5县划归芜湖专区；肥东县划归滁县专区；肥西县划归六安专区。
1965年，恢复巢湖专区，专署驻巢县。辖原属芜湖专区的巢县、无为、含山、和县4县；原属滁县专区的肥东县和原属六安专区的庐江县。

## 巢湖地区
1971年，撤销巢湖专区，改置巢湖地区。
1999年7月，巢湖地区改为地级巢湖市。